# Uchi no Kaisha no Chiisai Senpai no Hanashi
Uchi no Kaisha no Chiisai Senpai no Hanashi (Nhật: うちの会社の小さい先輩の話 "Truyện về tiền bối bé nhỏ của công ty tôi") là một series manga Nhật Bản được viết và minh họa bởi Saisō. Bộ truyện được đăng dài kì trên trang web Storia Dash của Takeshobo kể từ tháng 4 năm 2020 và các chương của nó được gom lại thành mười tập tankōbon tính tới tháng 2 năm 2025. Một bộ anime truyền hình dài tập chuyển thể được thực hiện bởi Project No.9 phát sóng từ tháng 7 đến tháng 10 năm 2023. Một chuyển thể phim truyền hình live-action lên sóng từ tháng 1 đến tháng 3 năm 2025.

## Cốt truyện
Shinozaki Takuma là một nhân viên văn phòng được hướng dẫn bởi một cô gái trẻ xinh đẹp và nhỏ nhắn có tên là Katase Shiori. Là senpai của anh, cô thích chiều chuộng anh để đảm bảo anh cảm thấy thoải mái nhất có thể. Phải lòng với Katase, Shinozaki hy vọng rằng thời gian cô dành cho anh không chỉ là sự lịch thiệp chuyên nghiệp.

## Nhân vật
Katase Shiori (片瀬 詩織里)
Lồng tiếng bởi: Tachibana Hina
Shinozaki Takuma (篠崎 拓馬)
Lồng tiếng bởi: Shin Yūki
Akina Chihiro (秋那 千尋)
Lồng tiếng bởi: Shimazaki Nobunaga
Hayakawa Chinatsu (早川 千夏)
Lồng tiếng bởi: Hanamori Yumiri
Shinozaki Yutaka (篠崎 豊)
Lồng tiếng bởi: Komatsu Mikako

## Truyền thông

### Manga
Được viết và minh họa bởi Saisō, Uchi no Kaisha no Chiisai Senpai no Hanashi bắt đầu phát hành dài kì trên trang web Storia Dash của Takeshobo từ ngày 3 tháng 4, 2020. Tập tankōbon được phát hành vào ngày 30 tháng 10, 2020. Tính tới tháng 4 năm 2023, đã có 6 tập được phát hành.

#### Danh sách tập
| - Chapters 1–23 - Kaki oroshi manga ① (描き下ろしマンガ① Kaki oroshi manga ①) - Kaki oroshi manga ② (描き下ろしマンガ② Kaki oroshi manga ②) |

| - Chapters 24–38 - Kaki oroshi manga ① (描き下ろしマンガ① Kaki oroshi manga ①) - Kaki oroshi manga ② (描き下ろしマンガ② Kaki oroshi manga ②) |

| - Chapters 39–46 - Kaki oroshi manga (描き下ろしマンガ Kaki oroshi manga) |

| - Chapters 47–53 - Bangai-hen (番外編 Bangai-hen) - Kaki oroshi manga (描き下ろしマンガ Kaki oroshi manga) |

| - Chapters 54–61 - Bangai-hen (番外編 Bangai-hen) - Kaki oroshi manga ① (描き下ろしマンガ① Kaki oroshi manga ①) - Kaki oroshi manga ② (描き下ろしマンガ② Kaki oroshi manga ②) |

| - Chapters 62–70 - Bangai-hen ① (番外編① Bangai-hen ①) - Bangai-hen ② (番外編② Bangai-hen ②) - Bangai-hen ③ (番外編③ Bangai-hen ③) |

| - Chapters 71–78 - Omake-banashi ① (おまけ話① Omake-banashi ①) - Omake-banashi ② (おまけ話② Omake-banashi ②) - Kaki oroshi manga ① (描き下ろしマンガ① Kaki oroshi manga ①) |

| - Chapters 79–86 - Kaki oroshi manga (描き下ろしマンガ Kaki oroshi manga) |

| - Chapters 87–95 |

| - Chapters 96–104 - Kakioroshi Manga (描き下ろしマンガ Kakioroshi Manga) |

### Anime
Một bộ anime truyền hình dài tập chuyển thể được công bố vào ngày 17 tháng 10, 2022. Bộ phim được sản xuất bởi Project No.9 đạo diễn bởi Satō Mitsutoshi, kịch bản bởi Ōchi Keiichirō, Aoki Yasuko và Sugizawa Satoru, thiết kế nhân vật bởi Hashiguchi Hayato và Ogata Hiromi, sản xuất âm nhạc bởi Sumika Horiguchi. Bộ anime bắt đầu phát sóng vào ngày 2 tháng 7, 2023, trên kênh NUMAnimation của TV Asahi. Ca khúc mở đầu là "Honey" được thực hiện bởi Kobayashi Tōya, trong khi đó ca khúc kết thúc là "Sugar" được thực hiện bởi YU-KA.

#### Danh sách tập
| TT. | Tiêu đề | Đạo diễn                     | Biên kịch       | Phân cảnh                                    | Ngày phát hành gốc  |
| --- | --- | ---------------------------- | --------------- | -------------------------------------------- | ------------------- |
| 1   | Chuyển ngữ: "Uchi no Kaisha no Senpai wa Chiisakute Kawaii" (tiếng Nhật: うちの会社の先輩は小さくて可愛い)  | Hino Takafumi                | Sugizawa Satoru | Satō Mitsutoshi                              | 2 tháng 7 năm 2023  |
| 2   | Chuyển ngữ: "Kō Miete Igai to Onēsan Desho?" (tiếng Nhật: こう見えて意外とお姉さんでしょ？)                 | Fukui Yōhei                  | Sugizawa Satoru | Fukui Yōhei, Yoshikawa Kōji, Takeuchi Hikaru | 9 tháng 7 năm 2023  |
| 3   | Chuyển ngữ: "Watashi tte, Konna Fū ni Mieterun Desu ka?" (tiếng Nhật: 私って、こんな風に見えてるんですか？) | Tomofumi Nakahashi           | Keiichirō Ōchi  | Kōji Yoshikawa, Hikaru Takeuchi              | 16 tháng 7 năm 2023 |
| 4   | Chuyển ngữ: "Shinozaki-san no Koto wa, Mada..." (tiếng Nhật: 篠崎さんの事は、まだ・・・)                    | Takanori Yano                | Yasuko Aoki     | Noriaki Saitō                                | 30 tháng 7 năm 2023 |
| 5   | Chuyển ngữ: "Yorimichi Shite Kaerimasen ka?" (tiếng Nhật: 寄り道して帰りませんか？)                         | Masayuki Matsumoto           | Yasuko Aoki     | Hiroyuki Shimazu                             | 6 tháng 8 năm 2023  |
| 6   | Chuyển ngữ: "Hon'nō ni Aragaenai!" (tiếng Nhật: 本能に抗えない！)                                           | Akira Katō                   | Keiichirō Ōchi  | Yōhei Fukui, Hiroaki Shimura                 | 20 tháng 8 năm 2023 |
| 7   | Chuyển ngữ: "Hontō ni Iranain Desu ka?" (tiếng Nhật: 本当にいらないんですか？)                              | Tomofumi Nakahashi           | Keiichirō Ōchi  | Kōji Yoshikawa, Hikaru Takeuchi              | 27 tháng 8 năm 2023 |
| 8   | Chuyển ngữ: "Īko wa Nerujikan Desu yo?" (tiếng Nhật: 良い子は寝る時間ですよ？)                              | Takanori Yano                | Yasuko Aoki     | Hiroyuki Shimazu                             | 3 tháng 9 năm 2023  |
| 9   | Chuyển ngữ: "Futarikkiri de Hanashitai Koto..." (tiếng Nhật: 2人っきりで話したい事・・・)                   | Akira Katō                   | Keiichirō Ōchi  | Noriaki Saitō                                | 10 tháng 9 năm 2023 |
| 10  | Chuyển ngữ: "Gokko to wa Ie, Kōhai-san to..." (tiếng Nhật: ごっことはいえ、後輩さんと・・・)                | Masayuki Matsumoto           | Keiichirō Ōchi  | Kōji Yoshikawa, Hikaru Takeuchi              | 17 tháng 9 năm 2023 |
| 11  | Chuyển ngữ: "Gyutto Shite Mite Ii Desu ka?" (tiếng Nhật: ぎゅっとしてみていいですか？)                      | Park Hwan-Soo, Takanori Yano | Yasuko Aoki     | Mitsutoshi Satō, Yū Nobuta                   | 24 tháng 9 năm 2023 |
| 12  | Chuyển ngữ: "Uchi no Kaisha no Chiisai Senpai no Hanashi" (tiếng Nhật: うちの会社の小さい先輩の話)          | Akira Katō                   | Keiichirō Ōchi  | Hiroyuki Shimazu                             | 1 tháng 10 năm 2023 |

### Phim truyền hình
Một chuyển thể phim truyền hình live-action được sản xuất bởi BS Shochiku Tokyu và LesPros Entertainment được công bố vào ngày 15 tháng 11 năm 2024. Komura Masashi và Nishiguchi Kō viết kịch bản và đạo diễn bộ phim, Sakamoto Hidekazu soạn nhạc và Nagahara Tatsuya, Murasaki Tōki, Morinaga Kyōhei và Kazuhiro Gotō Kazuhiro đóng vai trò là nhà sản xuất. Bộ phim lên sóng trên BS Shochiku Tokyu từ ngày 15 tháng 1 đến ngày 26 tháng 3 năm 2025. Ca khúc chủ đề mở đầu là "Hatsukoi Juice" thể hiện bởi 2i2, ca khúc chủ đề kết thúc là "Memories" (メモリーズ) thể hiện bởi Amayadori.

## Đón nhận
Vào năm 2020, bộ manga được xếp hạng thứ 11 tại Next Manga Award dành cho hạng mục truyện tranh mạng. Tính đến tháng 8 năm 2023, hơn 1 triệu bản manga đã được bán ra.